# Jérôme-Joseph de Momigny
Jérôme-Joseph de Momigny (Philippeville, Bèlgica, 20 de gener de 1762 - París, 25 d'agost de 1842) fou un musicòleg, organista i compositor francès.
S'educà a Saint-Omer, on, als dotze anys, aconseguí l'ocupació d'organista, després passà a ocupar la mateixa feina en l'abadia de Sainte-Colombe i el 1785 es traslladà a Lió. Mercès a la protecció que li concedí el ministre de Lluís XVI, M. de Monteynard, no li fou difícil assolir la plaça d'organista de l'abadia de Sant Pierre.
En esclatar la revolució de 1793, el Govern revolucionari d'aquella ciutat l'obliga abandonar la població, perquè Momigny havia estat elegit anteriorment oficial municipal per les seccions reialistes. Llavors es traslladà a Suïssa, i el 1800 s'establí a París, dedicant-se a editar obres musicals. Més tard residí a Tours, i els últims anys de la seva vida tornà a París, on no prosperà a causa dels seus utòpics plans de reforma.
En una sèrie d'escrits intitulada Cours complet d'harmonie et de composition (1806), com també en la part de música del volum II de l'Encyclopédie Méthodique (París, 1811), desenvolupà, amb gran claredat, els principis musicals que cinquanta anys després recolzaren Hans von Bülow, M. Lussy, R. Westphal i Hugo Riemann, i que els seus contemporani no saberen entendre.
Publicà, a més: Exposé succint du seul systéme musical qui soit vraiment bon et complet (1809), La seule vraie théorie de la musique (1823), Cours general de musique, de piano, d'harmonie et de composition depuis A jusqu'à Z (1834).
Com a compositor se li deuen quartets, sonates, cantates, set col·leccions de romances i l'opereta Arlequin Cendrillon. També és autor d'un mètode elemental de piano, Première année de leçons de pianoforte.